# Nikita Sergejewitsch Wyglasow
Nikita Sergejewitsch Wyglasow (russisch Никита Сергеевич Выглазов; * 28. Oktober 1985 in Olenegorsk, Russische SFSR) ist ein russischer Eishockeyspieler, der seit Mai 2014 beim HK Witjas Podolsk in der Kontinentalen Hockey-Liga unter Vertrag steht.

## Karriere
Nikita Wyglasow begann seine Karriere als Eishockeyspieler bei Ischorez Sankt Petersburg, für den er von 2001 bis 2003 in der drittklassigen Perwaja Liga aktiv war. Anschließend wechselte der Angreifer zum SKA Sankt Petersburg, für dessen zweite Mannschaft er in den folgenden drei Jahren weiterhin in der Perwaja Liga zum Einsatz kam, während er von 2004 bis 2006 für die Profimannschaft des SKA in insgesamt zwölf Spielen in der Superliga auf dem Eis stand. In der Saison 2005/06 spielte er zudem in 20 Spielen für SKAs Stadtnachbarn Spartak Sankt Petersburg in der Wysschaja Liga, der zweiten russischen Spielklasse, in der er vier Tore erzielte und fünf Vorlagen gab. 
Von 2006 bis 2008 stand Wyglasow je ein Jahr lang für Chimik-SKA Nawapolazk und den HK Dinamo Minsk in der belarussischen Extraliga auf dem Eis. Anschließend kehrte der Rechtsschütze in seine russische Heimat zurück und spielte in der Saison 2008/09 parallel für den HK Awangard Omsk in der neu gegründeten Kontinentalen Hockey-Liga sowie Sauralje Kurgan in der Wysschaja Liga. Seit der Saison 2009/10 läuft er für Awangards Ligarivalen Metallurg Nowokusnezk in der KHL auf, wobei er in der Saison 2010/11 parallel für Jermak Angarsk in der Wysschaja Hockey-Liga, der neuen zweiten russischen Spielklasse, zum Einsatz kam. 

## Statistik
(Stand: Ende der Saison 2018/19)